# NGC 1713
NGC 1713 est une galaxie elliptique située dans la constellation d'Orion. NGC 1713 a été découverte par l'astronome germano-britannique William Herschel en 1786.

## Caractéristiques
Sa vitesse par rapport au fond diffus cosmologique est de 4 410 ± 20 km/s, ce qui correspond à une distance de Hubble de 65,1 ± 4,6 Mpc (∼212 millions d'al).
Selon la base de données Simbad, NGC 1713 est une galaxie à noyau actif.

## Groupe de NGC 1762
NGC 1713 fait partie du groupe de NGC 1762 qui comprend au moins 27 galaxies, dont les galaxies IC 392, NGC 1590, NGC 1633, NGC 1642, NGC 1691, NGC 1719 et NGC 1762.